# Новлянське (Волоколамський район)
Новлянське (рос. Новлянское) - присілок, підпорядкований місту Волоколамську Московської області Російської Федерації.
У 2006-2019 роках органом місцевого самоврядування було сільське поселення Спаське. Населення становить 24 особи (2013).

## Історія
З 14 січня 1929 року входить до складу новоутвореної Московської області. Раніше належало до Волоколамського повіту Московської губернії. Належало до Волоколамського району до його ліквідації 9 червня 2019 року.
Сучасне адміністративне підпорядкування з 2019 року.

## Населення
| 1852 | 1859 | 1899 | 1926 | 2002 | 2006 | 2010 |
| ---- | ---- | ---- | ---- | ---- | ---- | ---- |
| 186  | ↗313 | ↘228 | ↗231 | ↘27  | ↗37  | ↘24  |